# Notre-Dame-de-la-Nativité (Saverne)

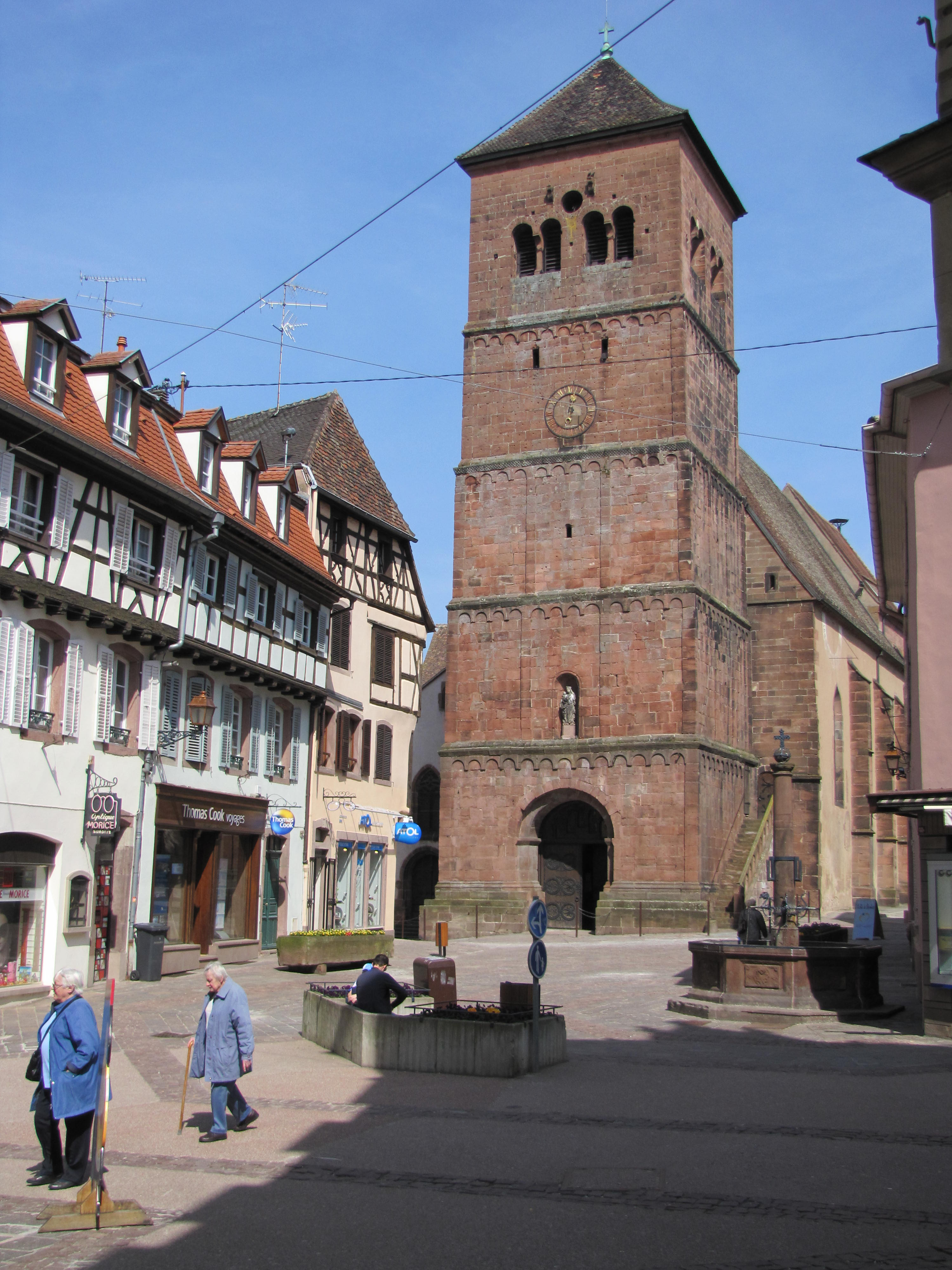
Notre Dame de la Nativité

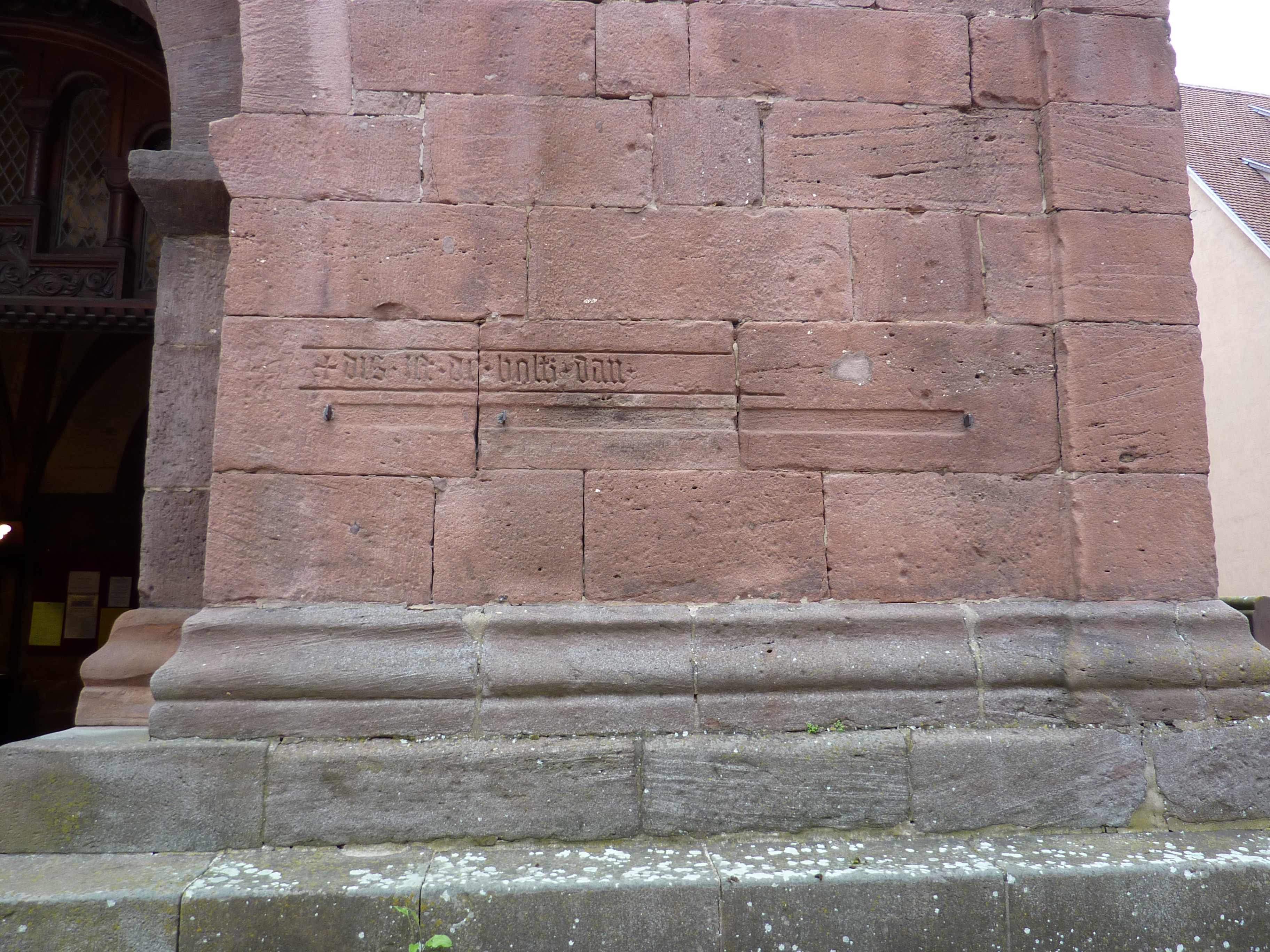
Holzflößmaß an der Fassade

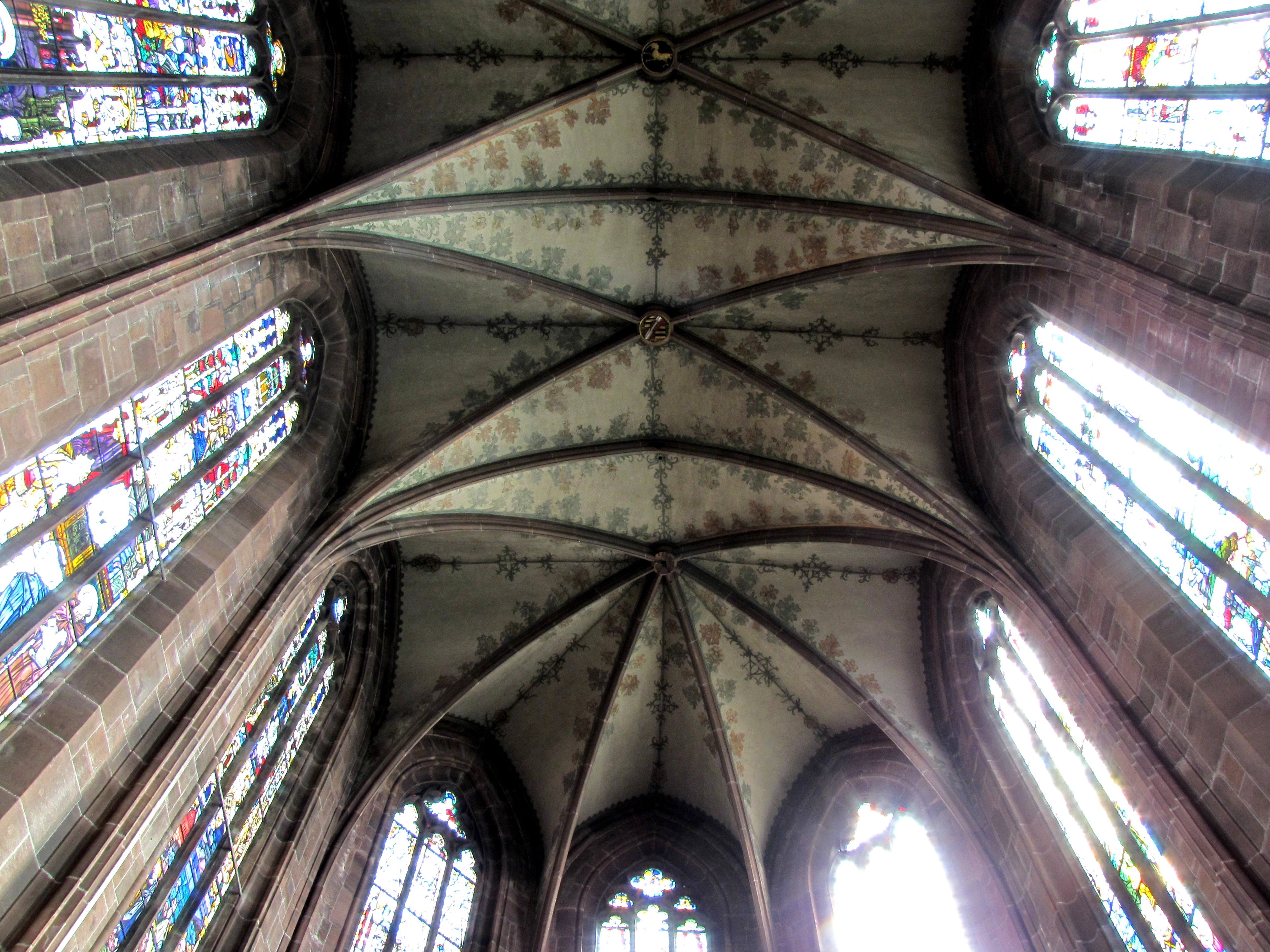
Kreuzrippen im Chor

Die ehemalige Stiftskirche Notre-Dame-de-la-Nativité ist das zentrale Kirchengebäude in der Altstadt von Saverne im Département Bas-Rhin in Frankreich. Heute fungiert sie als Pfarrkirche. Seit 1977 ist sie als Baudenkmal geschützt.

## Geschichte
Im zwölften Jahrhundert erbaut, diente die Kirche zunächst nur der Pfarrei, ab dem späten 13. Jahrhundert, mit dem Patrozinium St. Bartholomäus, auch als Klosterkirche der Steigerherren. Bei Auflösung dieses Ordens, 1482, wurde sie Stiftskirche der Augustiner-Chorherren.

## Bauwerk
Die ältesten Teile der romanischen Kirche sind der Glockenturm sowie ein Teil der Außenwände. Dieser Westturm stammt aus dem 12. Jahrhundert, die beiden oberen Geschosse sind etwas jünger. In der übrigen Bausubstanz ist die Kirche im Wesentlichen gotisch unter Einbeziehung von Teilen des romanischen Vorgängerbaus. Als Baumeister wird Hans Meiger von Werde angesehen, der Baumeister am Münster von Straßburg war.
Die Kirche ist zweischiffig: Nördlich des einschiffigen Langhauses ist ein niedriges Seitenschiff angefügt, sodass die Kirche einen Grenzfall von Stufenhalle und Pseudobasilika bildet. Das Hauptschiff endet in einem Chor mit Fünfachtelschluss, dem Seitenschiff ist als Chor eine Kapelle vorgestellt. Die Kapelle dient heute als Muttergotteskapelle. Sie wurde 1493 auf Wunsch von Albrecht von Pfalz-Mosbach, 1478–1506 Bischof von Straßburg, als Grabkapelle angelegt. Die Grabmäler fielen der Französischen Revolution zum Opfer.

## Ausstattung

### Eingang und Langhaus

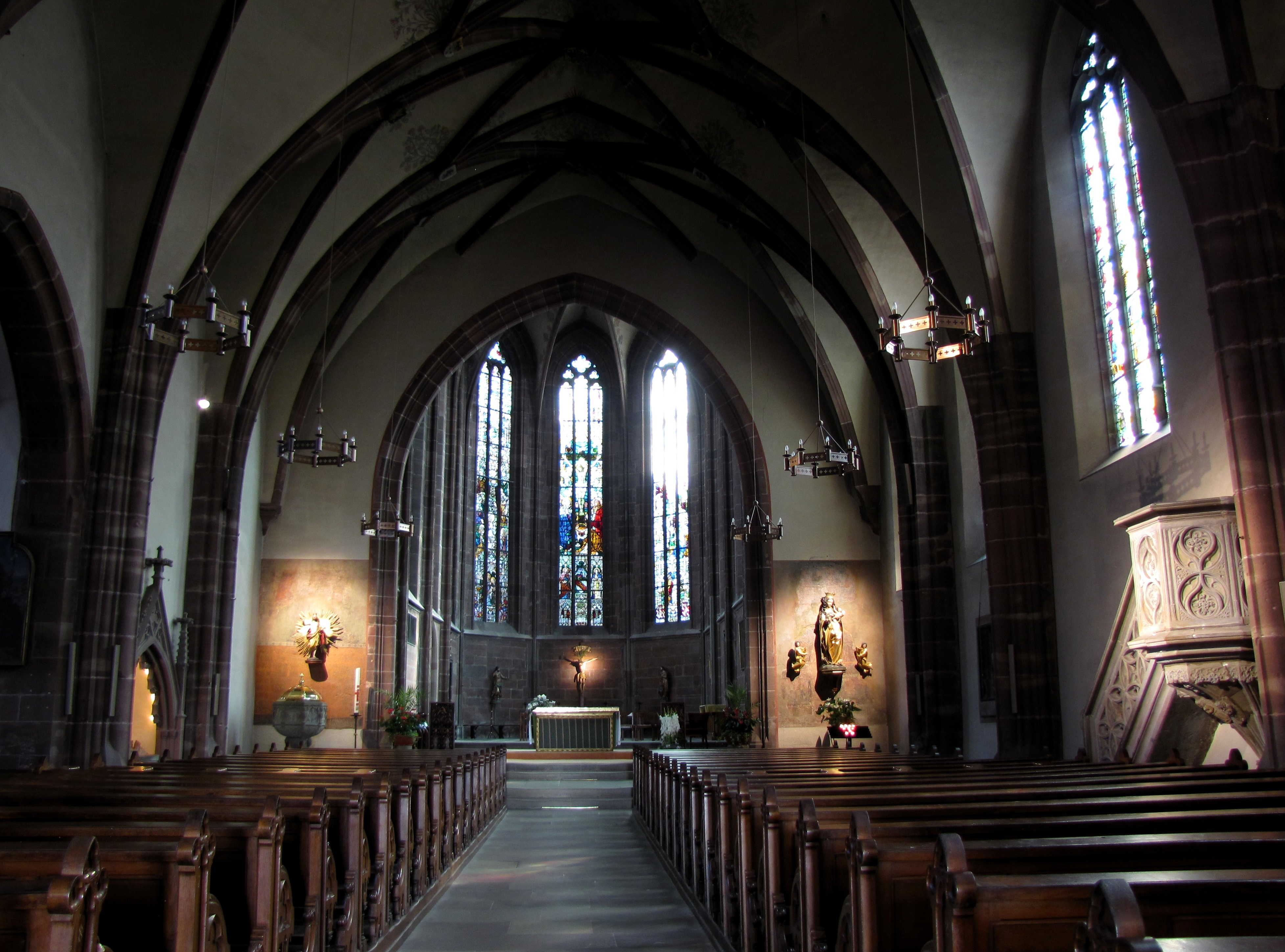
Innenansicht in Richtung des Chores

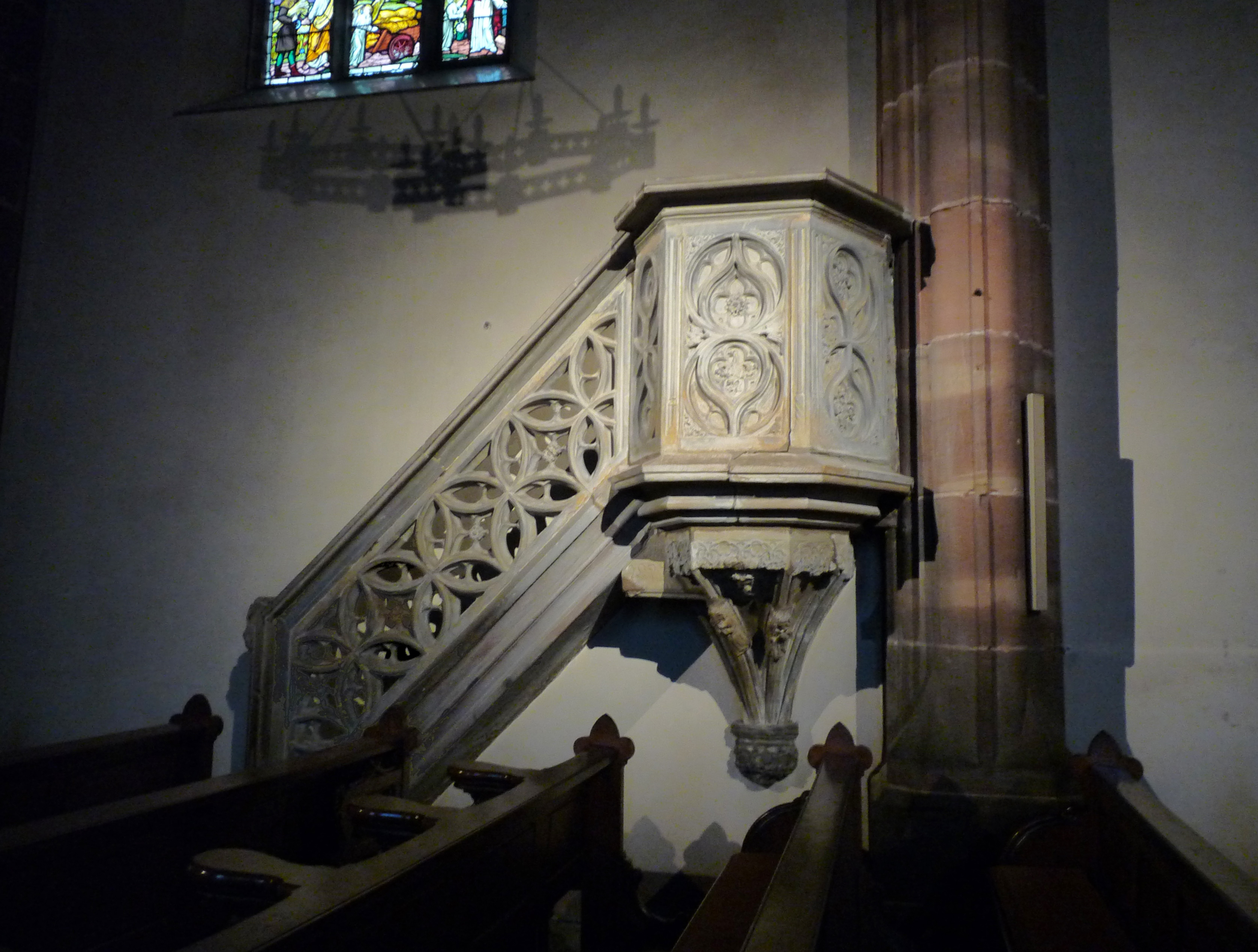
Kanzel an der Südwand

Am Eingangsportal fallen vor allem die eisernen Türbeschläge und das altertümliche Eichmaß ins Auge. Die Inschrift DIES IST DI HOLTZ DAU bezeichnet die durch Eisenstifte im Mauerwerk bestimmte Länge des auf der Zorn zu flößenden Holzes.
Im Innern gehört die Kanzel von 1495 zu den ältesten erhaltenen Ausstattungsgegenständen. Das Steinmetzzeichen stammt ebenfalls von Hans Meiger von Werde („hh“ = Hans Hammer), der im Straßburger Münster neun Jahre früher ebenfalls die Kanzel geschaffen hat.
An der Nordwand steht ein Heiliges Grab. Die Statue des toten Christus, datiert an die Wende vom 14. zum 15. Jahrhundert, weist an ihrer rechten Körperseite eine runde Aussparung auf. Darin wurden früher während der Karwoche die Hostien aufbewahrt. Der architektonische Rahmen des Grabes ist jünger.

### Chor
Die Muttergottesstatue mit dem Jesuskind stammt vom Ende des 15. Jahrhunderts und ist wahrscheinlich ein Werk von Niklaus von Hagenau. Im Chor hängt ein Kruzifix aus dem 18. Jahrhundert.
Im Chor finden sich die Gräber von
- Ruprecht von Bayern, 1440 bis 1478 Bischof von Straßburg, und
- Wilhelm von Hohnstein, 1506 bis 1541 ebenfalls Bischof von Straßburg.

Die Gräber wurden während der Französischen Revolution schwer beschädigt und 1877 restauriert.
Die Fenster im Chor und im Hauptschiff wurden bei einem Bombenangriff in der Nacht vom 30. auf den 31. Juli 1918 nahezu vollständig zerstört. Die im Chor wurden 1920/1930 von der Firma Ott frères aus Straßburg neu angefertigt. Die modernen Fenster im nördlichen Seitenschiff sind Arbeiten von Adeline Hebert-Stevens.

### Kapelle
In der Apsis der Kapelle steht eine Pietà aus dem 15. Jahrhundert. Außerdem befindet sich hier eine Skulptur aus Lindenholz. Sie ist Teil einer Himmelfahrt Marias, die wahrscheinlich von einem Altaraufsatz von 1486 stammt. Es ist dargestellt, wie die Apostel das leere Grab entdecken. Die Marien- und die Engelsfiguren sind nicht mehr vorhanden. Die Fenster in der Kapelle sind die Überreste der früheren Stiftskirche, die hier zusammengefasst und 1986 durch zeitgenössische Fenster ergänzt wurden.

### Orgel

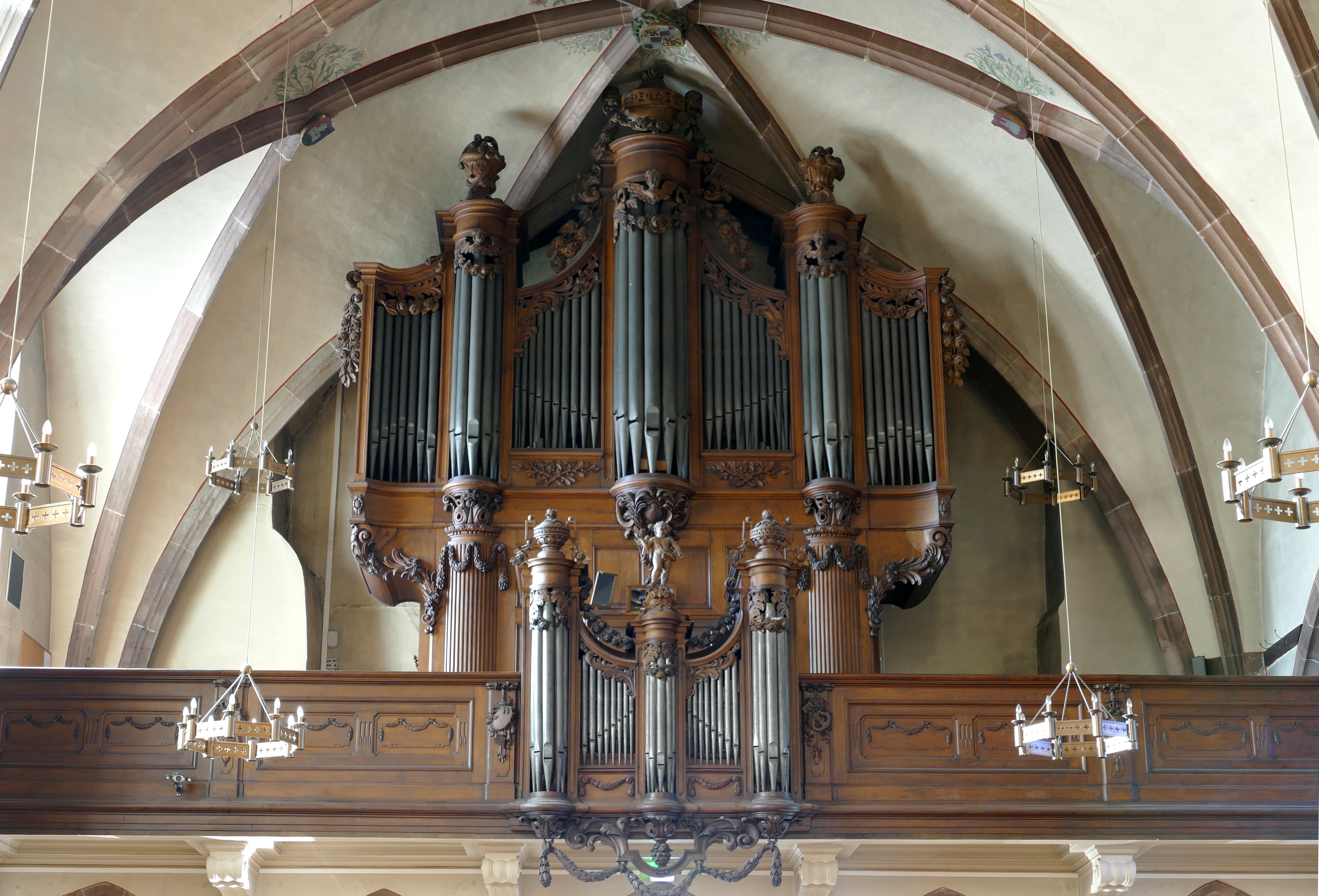
Orgelprospekt

Bereits Ende des 17. Jahrhunderts befand sich an der Westfassade eine Orgel, die 1700 renoviert und 1717 mit anderen Pfeifen ersetzt worden ist. Das Instrument hatte 22 Register. Die heutige Orgel stammt von Sebastian Krämer aus Mutzig aus dem Jahre 1784, eine Stilmischung aus Neoklassizismus und Rokoko. Eine Orgelpfeife trägt die Inschrift: AETATIS SUAE XIII MEN. XAVE. FRANCIS. FILIA FRAN ADAMI MEYER ORGANISTAE ET MARIA MAGDA. DE WATTEVILLE HANC IMAM FISTULAM POSUIT DIE IMA XBRIS 1784 ET KRAEMER ORGANUM FECIT. Die Orgel wurde mehrfach restauriert, zunächst 1827 von der Orgelbauerfamilie Stiehr, 1844 von Nicolas-Antoine Lété (1793–1872) und 1863/64 wieder von Stiehr, beide aus Seltz. Dabei erhielt das Instrument im Pedal einen Tonumfang von 20 statt bisher dreizehn Tasten. 1921 erfolgte eine umfassende Erneuerung von Edmond Alexandre Roethinger (1866–1953) aus Straßburg, der den Tonumfang des Pedals auf jetzt 32 Tasten erweiterte und den der Manuale von 51 auf 56. Die Anzahl der Register wurde von 22 auf 39 erhöht. Die Windmaschine wurde in den Turm versetzt und von mechanisch auf elektrisch-pneumatisch umgestellt. Der Spieltisch wurde von Auguste Stieber restauriert und angepasst. 1984/85 wurde die Orgel durch Alfred Kern & fils aus Straßburg umfassend erneuert, nachdem 1983 ein Teil der Decke auf das Instrument gestürzt war.
| I Grand’orgue C–g3 |                  |        |
| 1.                 | Bourdon          | 16′    |
| 2.                 | Montre           | 8′     |
| 3.                 | Dulcian          | 8′     |
| 4.                 | Bourdon          | 8′     |
| 5.                 | Flûte de concert | 8′     |
| 6.                 | Gambe            | 8′     |
| 7.                 | Prestant         | 4′     |
| 8.                 | Doublette        | 2′     |
| 9.                 | Nazard           | 2 ⁄3′  |
| 10.                | Tierce           | 1 3⁄5′ |
| 11.                | Cornet           | 5 rgs. |
| 12.                | Trompette        | 8′     |

| II Positiv expressif C–g3 |                  |    |
| 13.                       | Montre           | 8′ |
| 14.                       | Flûte à cheminée | 8′ |
| 15.                       | Salicional       | 8′ |
| 16.                       | Unda maris       | 8′ |
| 17.                       | Flûte pastorale  | 4' |
| 18.                       | Octav            | 2' |
| 19.                       | Clarinette       | 8′ |
|                           | Tremblant        |    |

| III Récit expressif C–g3 |                  |        |
| 20.                      | Quintaton        | 16′    |
| 21.                      | Principal        | 8′     |
| 22.                      | Viola            | 8′     |
| 23.                      | Voix céleste     | 8′     |
| 24.                      | Bourdon          | 8′     |
| 25.                      | Flûte octaviante | 4′     |
| 26.                      | Octavin          | 2′     |
| 27.                      | Plein jeu        | 5 rgs. |
| 28.                      | Basson           | 16′    |
| 29.                      | Trompette        | 8′     |
| 30.                      | Basson hautbois  | 8'     |
| 31.                      | Voix humaine     | 8′     |
| 32.                      | Clairon          | 4′     |
|                          | Tremblant        |        |

| Pedal C–g1 |             |     |
| 33.        | Soubasse    | 16′ |
| 34.        | Flûte       | 16′ |
| 35.        | Violon      | 16′ |
| 36.        | Basse       | 8′  |
| 37.        | Violoncelle | 8′  |
| 38.        | Flûte       | 4′  |
| 39.        | Bombarde    | 16′ |

- Koppeln:

- Normalkoppeln: I/II, I/III, II/III, I/P, II/P, III/P
- Suboktavkoppeln: I/II, I/III, II/III
- weitere Spielhilfen